# Gilbert de Gand
Pour les articles homonymes, voir Gand (homonymie).
Gilbert de Gand (ou de Gant en anglais), né vers 1123 et mort en 1155/1156, comte de Lincoln et lord de Folkingham (Lincolnshire), et Hunmanby (Yorkshire), est un partisan du roi Étienne (roi d'Angleterre) dans la guerre civile pour le trône d'Angleterre, qui l'oppose à Mathilde l'Emperesse.

## Biographie
Il est le fils de Gautier de Gant († 1139) et Maud (ou Mathilde) de Bretagne, fille d'Étienne Ier de Penthièvre. Il est donc un cousin germain d'Alain le Noir. Il est élevé au prieuré de Bridlington (Yorkshire), qu'a fondé son père.
Bien que jeune chevalier, il combat pour le roi Étienne à la bataille de Lincoln en 1141, face à Robert, comte de Gloucester, Ranulph de Gernon, comte de Chester et Guillaume de Roumare, comte de Lincoln. Il y est fait prisonnier par Ranulf, qui le force à épouser sa nièce, Rohaise, fille de Richard de Clare († 1136).
Vers 1143, il combat avec Ranulf contre Guillaume le Gros, comte d'York. Ce dernier s'empare du prieuré familial de Bridlington et le fortifie. Dans les années 1140, il est aussi en conflit avec Henri de Lacy, lord de Pontefract. Durant les combats, il abîme sérieusement le prieuré de Pontefract, et pour cela, il est excommunié temporairement. Ce conflit avait probablement pour origine la rétention par sa sœur Alice de Gant des terres de son mari défunt Ilbert de Lacy († vers 1141).
Entre octobre 1149 et 1150, il est créé comte de Lincoln, en concurrence avec Guillaume de Roumare, et reçoit la charge de connétable royal. Cette nomination provoque un conflit ouvert avec l'autre comte de Lincoln, qui est aidé par les comtes de Chester et York. Durant cette guerre, le fils et héritier de Roumare est tué (1151), Gilbert de Gand s'empare du château de Bytham appartenant à Guillaume le Gros, et son château de Hunmanby est détruit. Entre 1153 et 1154, il semble perdre officiellement son titre de comte, mais continue quand même à se faire désigner comte de Lincoln.
Il fonde l'abbaye de Rufford dans le Nottinghamshire vers 1147, et est aussi un bienfaiteur de nombreuses autres abbayes, dont celle de Rievaulx et de prieurés. Peu avant sa mort en 1155-1156, il devient chanoine au prieuré de Bridlington où il est inhumé. Sa fille Alice, encore mineure, lui succède. Elle épouse Simon III de Senlis (en), comte de Northampton et Huntingdon.

## Famille et descendance

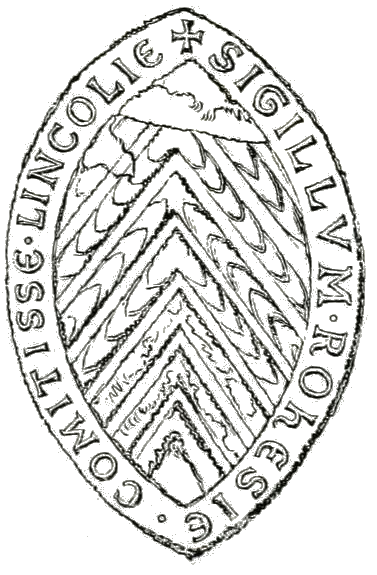
Sceau de Rohaise de Clare, femme de Gilbert de Gand comte de Lincoln. Probablement gravé en 1156. Dessin publié en 1846.

Il épouse Rohaise de Clare, fille de Richard fitz Gilbert de Clare, lord de Clare, et d'Alice le Meschin, fille de Ranulph le Meschin, 3e comte de Chester. Ils ont deux filles :
- Alice de Gand, qui épouse Simon III de Senlis (en), comte de Northampton et d'Huntingdon, fils de Simon II de Senlis ;
- Gunnora, morte jeune.

Le sceau de Rohaise de Clare est un témoin important dans le processus de naissance des armoiries. En effet, ces armoiries seraient les premières portées par une femme.